# Como el agua
Como el agua é um disco do cantor de flamenco Camarón, em colaboração com os violonistas Paco de Lucía e Tomatito.

## Faixas
Todas as músicas por Pepe de Lucía, exceto quando assinaladas.
1. "Como el agua" – 3:42
2. "Gitana te quiero" (José Monje/Antonio Humanes) – 3:47
3. "Pueblos de la tierra mía" – 3:09
4. "Quiero quitarme esta pena" – 3:45
5. "Sentao en el valle" – 2:20
6. "Tu amor para mí no es fantasía" – 4:20
7. "En tu puerta da la luna" – 4:27
8. "La luz de aquella farola" (Pepe de Lucía/José Monje) – 3:22